# Соболев (Люблінське воєводство)
Соболев (пол. Sobolew) — село в Польщі, у гміні Фірлей Любартівського повіту Люблінського воєводства.
Населення — 228 осіб (2011).
У 1975-1998 роках село належало до Люблінського воєводства.

## Демографія
Демографічна структура станом на 31 березня 2011 року:
|          | Загалом | Допрацездатний вік | Працездатний вік | Постпрацездатний вік |
| -------- | ------- | ------------------ | ---------------- | -------------------- |
| Чоловіки | 124     | 30                 | 80               | 14                   |
| Жінки    | 104     | 24                 | 44               | 36                   |
| Разом    | 228     | 54                 | 124              | 50                   |